# Danel
Danel är den gestalt i syrisk mytologi som mest liknar den hebreiske Daniel. Mycket lite i berättelserna om Daniel förbinder dock Danel med Daniel. I stället framträder Danel främst som Aqhats fader.